# Sinfonia coral

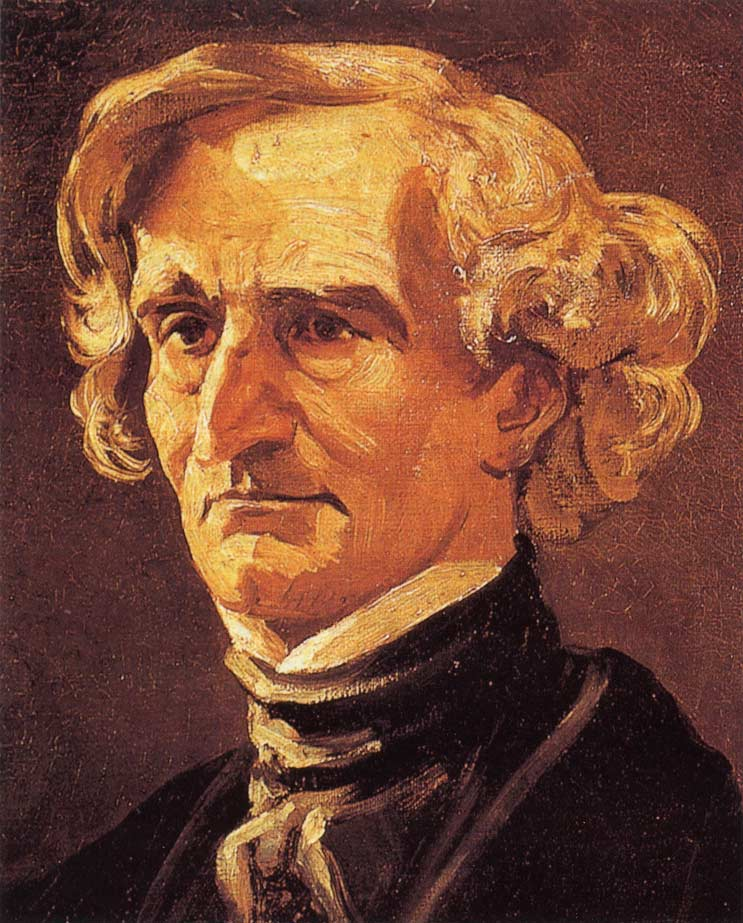
Hector Berlioz foi o primeiro a utilizar o termo "sinfonia coral" para uma composição musical - a sua Roméo et Juliette.

Uma sinfonia coral é uma composição musical para orquestra, coro e, por vezes, solistas e vocalistas que, em sua arquitetura musical geral e em sua estrutura interna adere de maneira abrangente à forma musical sinfônica. O termo "sinfonia coral", neste contexto, foi cunhado pelo compositor francês Hector Berlioz, para descrever sua obra Roméo et Juliette, na introdução de cinco parágrafos que fez à peça. O antecedente direto da sinfonia coral é a Nona Sinfonia de  Ludwig van Beethoven, que incorporou parte da Ode an die Freude ("Ode à Alegria"), um poema de Friedrich Schiller, com o texto sendo cantado por solistas e por um coro no seu último movimento. Esta obra de Beethoven foi o primeiro exemplo em que um grande compositor utilizou numa sinfonia a voz humana com o mesmo nível de destaque que os instrumentos.
Alguns poucos compositores do século XIX, entre eles Felix Mendelssohn e Franz Liszt, seguiram os passos de Beethoven e produziram obras sinfônicas com coros. O gênero se desenvolveu ainda mais no século XX, com obras célebres produzidas pro Benjamin Britten, Gustav Mahler, Sergei Rachmaninoff, Dmitri Shostakovich, Igor Stravinsky e Ralph Vaughan Williams, entre outros. Nos últimos anos do século e no início do século XXI diversas novas obras do gênero surgiram, por compositores como Tan Dun, Philip Glass, Hans Werner Henze e Krzystof Penderecki.
A intenção original da sinfonia coral era permanecer sendo 'sinfônica', mesmo com a peculiar fusão de elementos narrativos ou dramáticos surgidos da inclusão de palavras. Para isto, as letras eram trabalhadas de maneira sinfônica, para que atingissem propósitos não-narrativos, através do uso da repetição frequente de palavras e frases importantes, e da transposição, reordenação e omissão de passagens linguísticas. O texto passou a determinar a estrutura sinfônica básica, enquanto a orquestra expressava as ideias musicais de maneira semelhante aos coro e aos solistas. Mesmo com a ênfase sinfônica, uma sinfonia coral frequentemente pode ter sido influenciada, em sua forma e conteúdo, por uma narrativa externa - mesmo em partes onde nada está sendo cantado.

## História

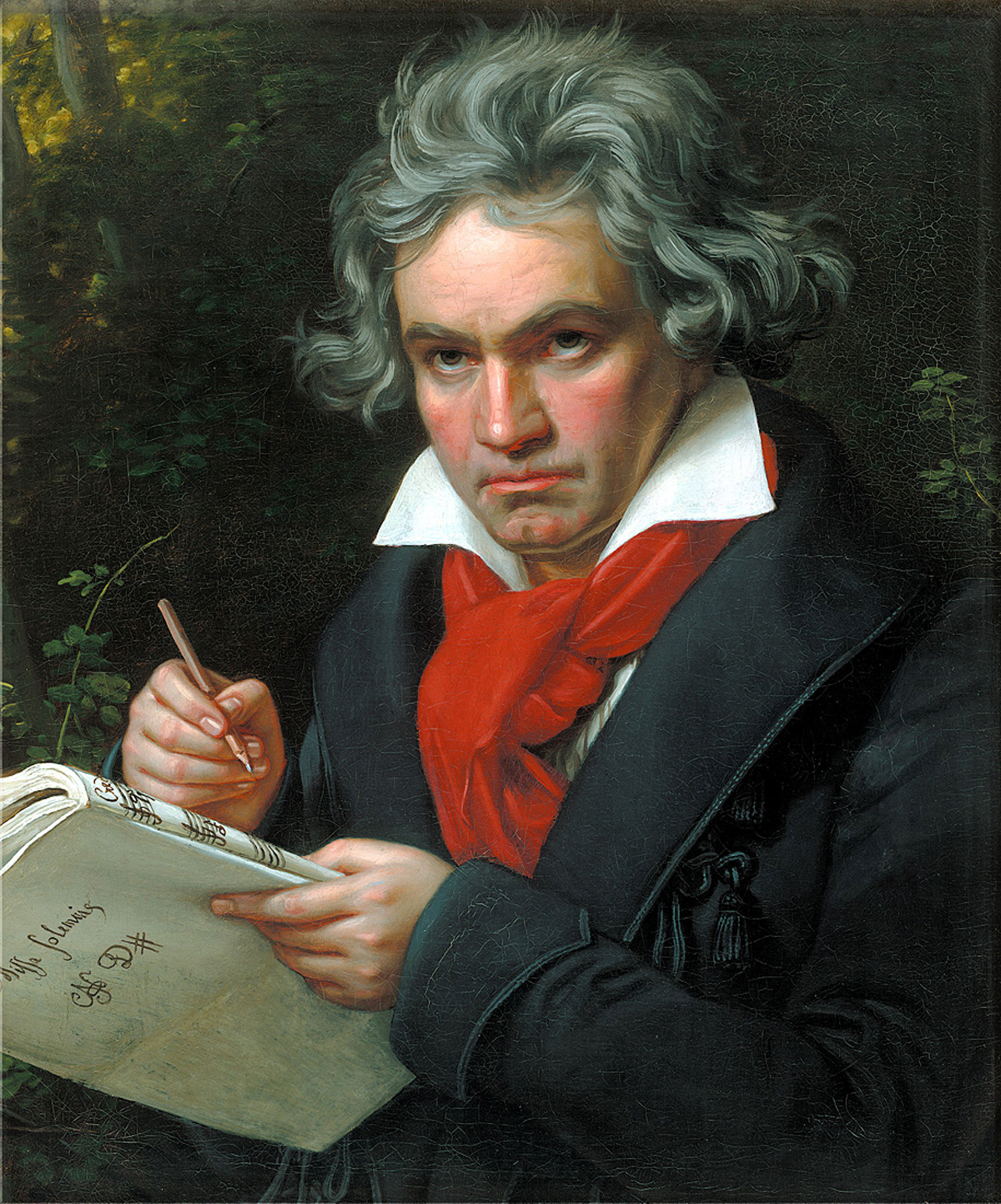
Ludwig van Beethoven redefiniu o gênero sinfônico ao introduzir palavras e vozes em sua Nona Sinfonia.

No fim do século XVIII a sinfonia havia se estabelecido como o mais prestigioso dos gêneros instrumentais. Por não ter um texto escrito como foco, no entanto, era visto mais como entrenimento que como um veículo para ideias sociais, morais ou intelectuais. Esta visão mudou algumas décadas mais tarde, em parte graças ao que foi feito ao gênero por músicos como Haydn, Mozart e Beethoven. A época também viu uma mudança de atitude em respeito à música instrumental em geral, e a ausência de texto, antes vista como uma deficiência, passou a ser considerada uma virtude.
Em 1824, a Nona de Beethoven redefiniu a sinfonia ao introduzir texto e voz num gênero até então instrumental, dando início então a um debate sobre o futuro da própria sinfonia. Richard Wagner, mais tarde, afirmou que o uso de palavras por Beethoven naquela obra mostrou o que o musicólogo Mark Evan Bonds chamou de "os limites da música puramente instrumental, marcando assim o fim da sinfonia como um gênero vital". Outros não tiveram tanta certeza sobre como proceder - se imitavam a Nona e compunham sinfonias com finais corais, ou desenvolviam o gênero sinfônico de uma maneira puramente instrumental. Eventualmente, segundo Bonds, a sinfonia passou a ser vista como "um drama cósmico e abrangente, que transcendia o próprio reino do som".
Alguns compositores emularam e expandiram o modelo criado por Beethoven. Hector Berlioz mostrou, em sua sinfonia coral, Roméo et Juliette, uma abordagem nova à natureza épica da sinfonia, utilizando-se de vozes para misturar música e narrativa, porém guardando momentos cruciais daquela narrativa apenas para a orquestra. Ao fazê-lo, diz Bonds, Berlioz ilustrou para os compositores posteriores "novas maneiras de abordar o metafísico no reino da sinfonia". Felix Mendelssohn compôs sua Segunda Sinfonia como uma obra para coro, solistas e orquestra, chamando-a de uma "sinfonia-cantata", e expandiu o final com o coro para nove movimentos, incluindo seções para solistas vocais, recitativos e seções apenas para o coro; isto fez da parte vocal da obra mais longa que as três seções orquestrais que a precediam. Franz Liszt foi autor de duas sinfonias corais, utilizando nestas formas as mesmas práticas compositivas e metas programáticas que havia estabelecido em seus poemas sinfônicos.
Depois de Liszt, Gustav Mahler abordou o legado de Beethoven em suas primeiras sinfonias, especialmente no que Bonds chamou de "sua busca por um final utópico". Para atingir esta meta Mahler utilizou um coro e solistas no final de sua Segunda Sinfonia, a "Ressureição". Em sua Terceira Sinfonia compôs um final puramente instrumental, que se seguia a dois movimentos vocais, e em sua Quarta um final vocal é cantado por uma soprano solo.  Após compor sua quinta, sexta e sétima sinfonias como obras unicamente instrumentais, Mahler retornou ao estilo do "cerimonial festivo-sinfônico" em sua Oitava Sinfonia, que integra o texto ao longo do corpo da obra. Depois de Mahler, a sinfonia coral se tornou um gênero mais comum, sofrendo diversas alterações compositivas no processo. Alguns compositores, como Britten, Rachmaninoff, Shostakovich e Vaughan Williams, seguiram estritamente a forma sinfônica. Outros, como Havergal Brian, Alfred Schnittke e Karol Szymanowski, escolheram expandir o formato sinfônico, ou mesmo utilizar estruturas sinfônicas totalmente diferentes.

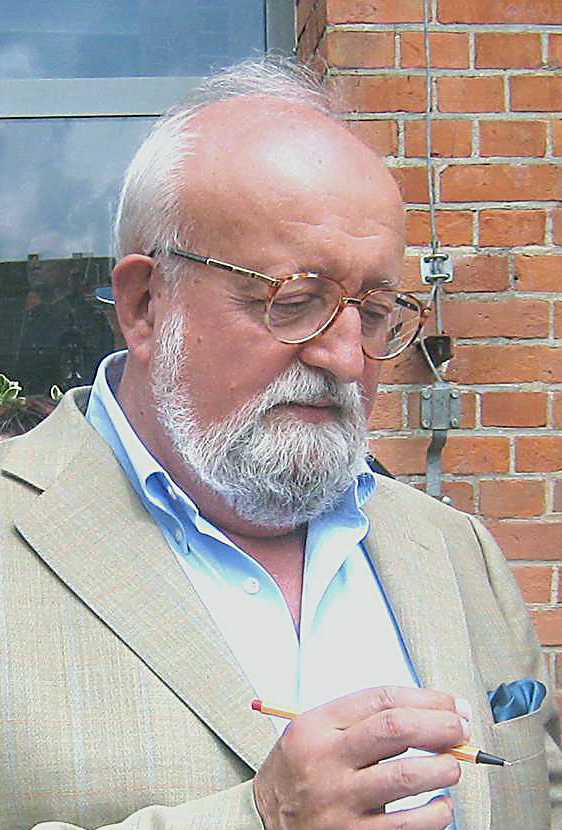
Krzysztof Penderecki compôs sua Sétima Sinfonia para comemorar o terceiro milênio da cidade de Jerusalém.

Ao longo da história da sinfonia coral, diversas obras foram compostas para refletir determinadas metas compositivas programáticas. Uma das primeiras destas sinfonias foi a Segunda Sinfonia de Mendelssohn, encomendada pela cidade de Leipzig em 1840 para comemorar o 400.º aniversário da invenção da prensa móvel por Johann Gutenberg. Mais de um século depois, a Segunda Sinfonia de Henryk Górecki, com o subtítulo de "Copérnica", foi encomendada em 1973 pela Fundação Kosciuszko, de Nova York, para comemorar o 500.º aniversário do astrônomo Nicolau Copérnico Entre estas duas obras, em 1930, o maestro Serge Koussevitsky encomendou a Stravinsky a composição da Sinfonia dos Salmos para o 50.º aniversário da Orquestra Sinfônica de Boston e, em 1946, o compositor Henri Barraud, então chefiando a Radiodiffusion Française, encomendou a Darius Milhaud a composição de sua Terceira Sinfonia, subtitulada "Te Deum", para comemorar o fim da Segunda Guerra Mundial.
Nos últimos anos do século XX e no início do XXI, mais sinfonias corais foram compostas para celebrar ou comemorar ocasiões especiais. A Sétima Sinfonia de Krzystof Penderecki foi composta para comemorar o terceiro milênio da cidade de Jerusalém. A Symphony 1997: Heaven Earth Mankind, de Tan Dun, foi composta para comemorar a transferência da soberania sobre Hong Kong, naquele ano, do Reino Unido para a República Popular da China. Philip Glass recebeu a incumbência de compor sua Quinta Sinfonia como uma de diversas peças em comemoração ao início do século XXI.

## Características gerais
Como um oratório ou uma ópera, uma sinfonia coral é uma obra musical feita para uma orquestra, um coro e (frequentemente) cantores solistas, embora algumas poucas tenham sido compostas para vozes sem acompanhamento. Berlioz, que em 1858 cunhou pela primeira vez o termo, ao descrever sua obra Roméo et Juliette, explicou a relação distinta que ele imaginava entre a voz e a orquestra:
Ainda que as vozes sejam usadas frequentemente, não é nem uma ópera de concerto nem uma cantata, mas uma sinfonia coral. Se há nela canto, quase desde seu início, é para preparar a mente do ouvinte para as cenas dramáticas cujos sentimentos e paixões estão prestes a ser exprimidos pela orquestra. Serve também para introduzir gradualmente as massas corais ao desenvolvimento musical, já que uma aparição sua muito repentina estragaria a unidade das composições....
Ao contrário de oratórios e óperas, que geralmente são estruturados de maneira dramatúrgica em árias, recitativos e refrões, uma sinfonia coral tem a estrutura de uma sinfonia, dividida em movimentos. Pode utilizar o padrão tradicional de quatro movimentos, um rápido que abre a obra, um lento, um scherzo e um final, ou, como ocorre com muitas sinfonias instrumentais, pode utilizar uma estrutura diferente em seus movimentos. O texto de uma sinfonia coral tem um papel igual ao da música, como no oratório, e o coro e os solistas têm o mesmo espaço que os instrumentos. Com o tempo o uso do texto permitiu à sinfonia coral evoluir de uma mera sinfonia instrumental com um coro em seu final, como a Nona de Beethoven, para uma composição que se utiliza de vozes e instrumentos ao longo de toda a composição, como a Sinfonia dos Salmos, de Stravinsky, ou a Oitava Sinfonia de Mahler.
Por vezes o texto pode ter um perfil básico, relacionado ao esquema em quatro movimentos de uma sinfonia. Por exemplo, a estrutura em quatro partes do poema The Bells (poema), de Edgar Allan Poe, uma progressão da juventude ao casamento, maturidade e morte, naturalmente sugeriu os quatro movimentos de uma sinfonia para o compositor Sergei Rachmaninoff, que ele adotou em sua sinfonia coral homônima. O texto pode encorajar um compositor a expandir uma sinfonia coral além dos limites normais do gênero sinfônico, como Berlioz em Roméo et Juliette, porém ainda se manter dentro das intenções estéticas ou estruturais do formato. Também pode influenciar o conteúdo musical, mesmo em partes onde não há canto, como na mesma Roméo et Juliette, onde Berlioz permite que a orquestra exprima a maior parte do drama na música instrumental, reservando as palavras para seções expositivas e narrativas da obra.

## Relação entre o texto e a música
Como num oratório, o texto de uma sinfonia coral pode estar em pé de igualdade com a música, e o coro e os solistas podem participar da exposição e do desenvolvimento das ideias musicais da mesma maneira que os instrumentos. O texto também pode ajudar a determinar se o compositor irá seguir estritamente o formato sinfônico, como no caso de Rachmaninoff, Britten e Shostakovich, ou se ele o expandirá, como no caso de Berlioz, Mahler e Havergal Brian. Por vezes a escolha do texto levou o compositor a estruturas sinfônicas diferentes, como com Szymanowski, Schnittke e, novamente, Havergal Brian. O compositor também pode optar por tratar o texto de maneira mais fluida, mais como música que narrativa. Assim foi com Vaughan Williams, Mahler e Philip Glass.

### Tratamento musical do texto

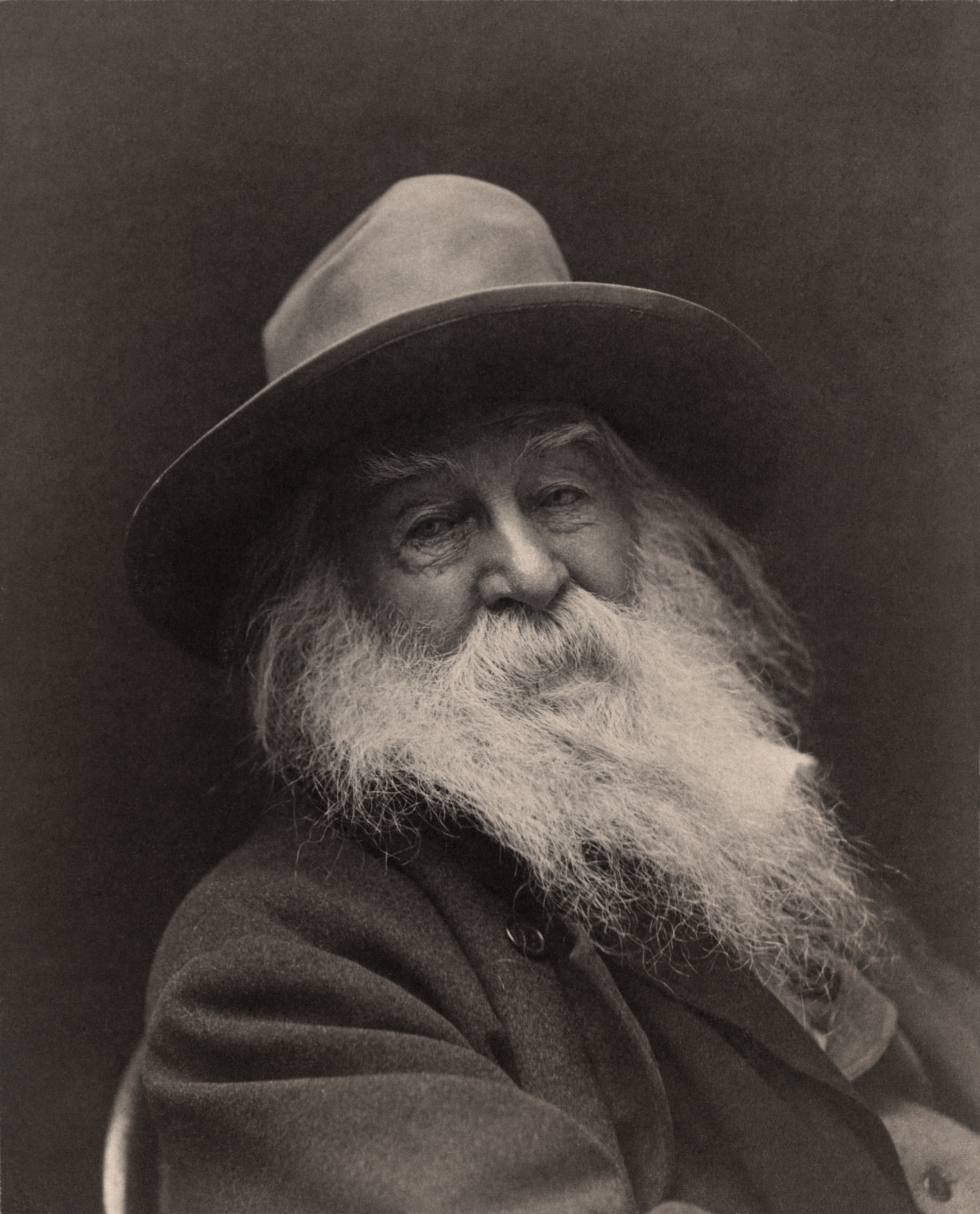
O uso do verso livre feito por Walt Whitman foi apreciado por compositores que procuravam uma abordagem mais fluida do uso do texto na música.

Os comentários programáticos para A Sea Symphony, de Vaughan Williams, discute de que maneira o texto deve ser tratado como música. Para o compositor, "o plano da obra é sinfônico, e não narrativo ou dramático, e isto pode ser usado para justificar a repetição frequente de frases e palavras importantes que ocorrem no poema. As palavras, como a música, são assim tratadas de maneira sinfônica". Os poemas de Walt Whitman o inspiraram a compor a sinfonia, e o uso de Whitman do verso livre passou a ser apreciado numa época em que a fluidez da estrutura se tornava cada vez mais atraente do que os padrões métricos tradicionais de texto. Esta fluidez ajudava o tratamento não-narrativo, sinfônico, do texto que Vaughan Williams tinha em mente. No terceiro movimento, especificamente, o texto é livremente descritivo, e pode ser "empurrado pela música", com alguns versos sendo repetidos, e outros que não são consecutivos no texto escrito seguindo-se imediatamente na música, enquanto outros são omitidos inteiramente.
Vaughan Williams não foi o único compositor a seguir uma abordagem não-narrativa em seu texto. Mahler adotou uma abordagem semelhante, talvez ainda mais radical, em sua Oitava Sinfonia, apresentando diversos versos da primeira parte, "Veni, Creator Spiritus", no que o crítico de música Michael Steinberg descreveu como "uma selva incrivelmente densa de repetições, combinações, inversões, transposições e amálgamas.". O compositor faz o mesmo com o texto de Goethe na segunda parte da sinfonia, fazendo dois cortes substanciais nele, além de outras mudanças.
Outras obras levam o uso do texto como música ainda mais adiante. Vaughan Williams utiliza um coro de vozes femininas em sua Sinfonia Antartica, baseado na sua música para o filme Scott of the Antarctic, ajudando a expressar a desolação da atmosfera geral. Embora um coro seja usado no segundo e terceiro movimentos da Sétima Sinfonia de Philip Glass, também conhecida como Uma Sinfonia Tolteca, o texto não contém palavras; segundo o compositor, ele é formado "por sílabas soltas que contribuem para o contexto evocativo da textura orquestral geral.".

### Música e letra em pé de igualdade

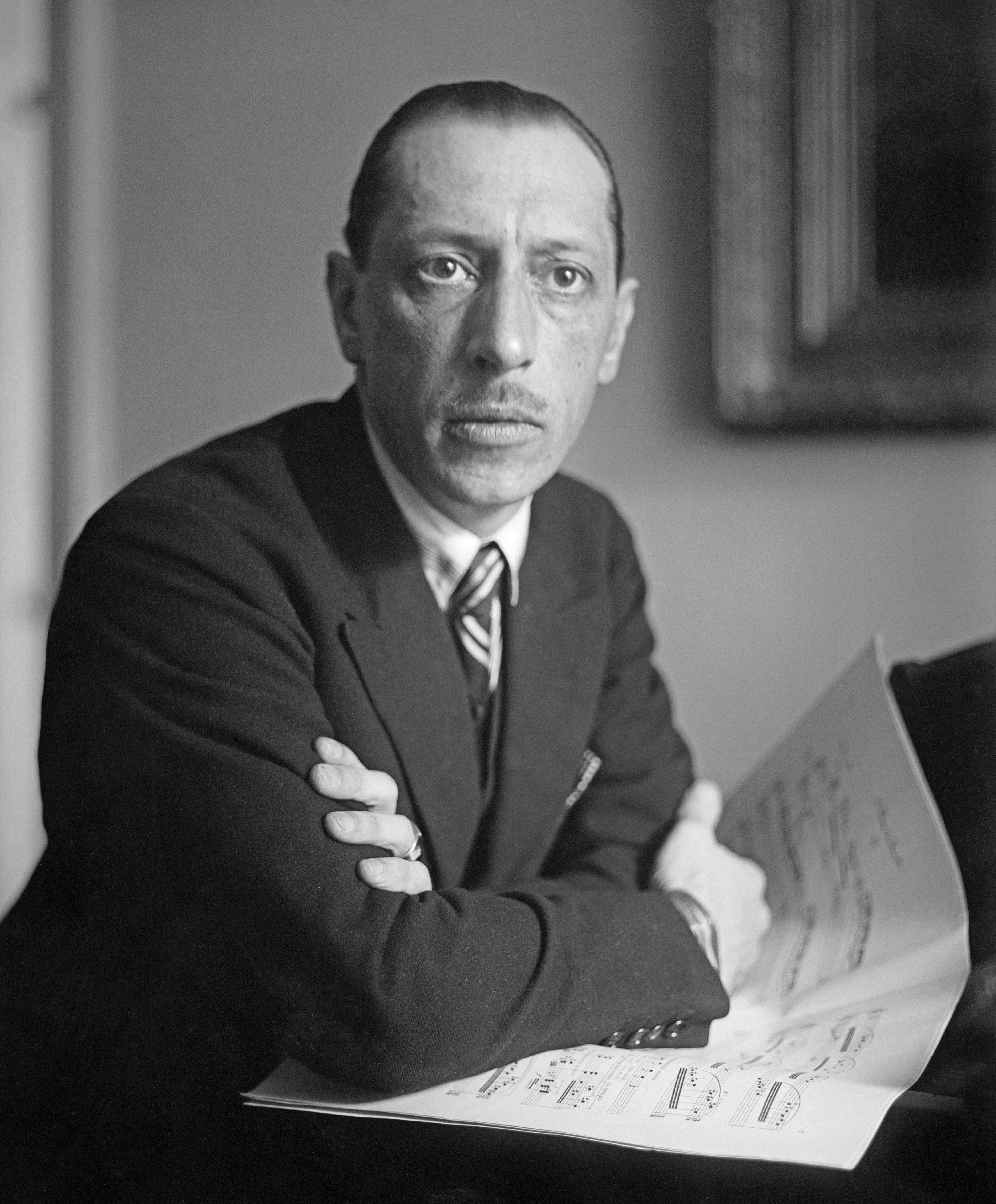
Igor Stravinsky usou o coro e a orquestra, em sua Sinfonia dos Salmos, em "pé de igualdade".

Stravinsky, comentando sobre os textos de sua Sinfonia dos Salmos, afirmou que "ela não é uma sinfonia na qual incluí Salmos para serem cantados. Pelo contrário, é o canto dos Salmos que eu transformei em sinfonia." Esta decisão foi tão musical quanto textual. O contraponto de Stravinsky exigia diversas vozes musicais que funcionassem simultaneamente, melódica e ritmicamente, e ainda assim fossem independentes harmonicamente. Deveriam soar muito diferentes quando ouvidas separadamente, e em harmonia quando ouvidas juntas. Para facilitar uma maior clareza neste jogo de vozes, Stravinsky utilizou "um conjunto coral e instrumental no qual os dois elementos devem estar em pé de igualdade, sem que nenhum deles se sobreponha ao outro.".
A intenção de Mahler ao escrever sua Oitava Sinfonia para conjuntos excepcionalmente grandes foi a intenção de obter um equilíbrio semelhante entre as forças instrumentais e vocais. Não foi simplesmente uma tentativa de conseguir um efeito grandioso, embora o uso feito pelo compositor destes grandes conjuntos tenha feito com que sua obra recebesse de seu assessor de imprensa o apelido de "Sinfonia dos Mil" (um nome que acompanha a sinfonia até os dias de hoje). Como Stravinsky, Mahler faz o uso extensivo e estendido do contraponto, especialmente na primeira parte, "Veni Creator Spiritus". Ao longo deste trecho, de acordo com o crítico musical Michael Kennedy, Mahler mostra um considerável domínio da manipulação destas múltiplas vozes melódias independentes. O musicólogo Deryck Cooke acrescenta que Mahler domina estas suas forças colossais "com uma clareza extraordinária".
Vaughan Williams também insistiu num equilíbrio entre as palavras e a música em A Sea Symphony; em suas palavras, "nota-se que a orquestra tem um papel igual ao do coro e dos solistas na execução das ideias musicais". O crítico musical Samuel Langford, escrevendo sobre a estreia da obra para o The Manchester Guardian, concordou com o compositor, afirmando que "é a tentativa mais próxima que temos de uma sinfonia verdadeiramente coral, em que as vozes são utilizadas de maneira tão livre quanto a orquestra."
Na sua composição Leaves of Grass: A Choral Symphony (1992), Robert Strassburg (1915-2003) compôs um "cenário musical" sinfônico em dez movimentos para a poesia de Walt Whitman, enquanto equilibrava as contribuições de um narrador, um coro e uma orquestra. 

### Letra determinando o formato sinfônico

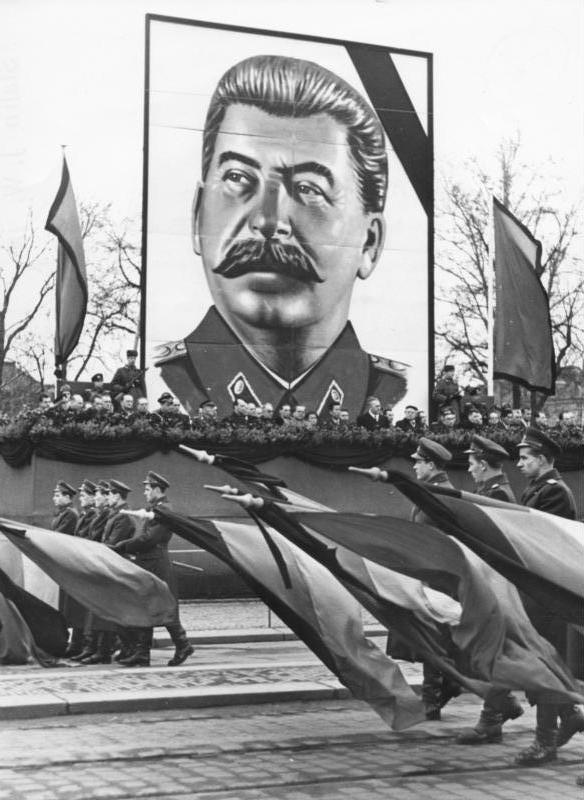
Poemas de Yevgeny Yevtushenko sobre o terror vivido sob o regime de Stalin e outros abusos ocorridos na União Soviética inspiraram Dmitri Shostakovich a compor sua 13ª Sinfonia.

A sinfonia coral de Serguei Rachmaninoff, The Bells, refletia uma progressão em quatro partes, da juventude ao casamento, maturidade e morte, existente no poema homônimo de Edgar Allan Poe. Benjamin Britten reverteu este padrão em sua Sinfonia da Primavera, cujas quatro seções representam, nas palavras do compositor inglês, "a progressão do inverno à primavera, e o redespertar da terra e da vida que ele simboliza... Tem a forma tradicional em quatro movimentos de uma sinfonia, porém com estes movimentos divididos em seções menores, unidas por um clima ou ponto de vista semelhante.".
A gestação da 13ª Sinfonia de Shostakovich (Babi Yar), foi um pouco menos simples. Ele musicou o poema Babi Yar, de Yevgeny Yevtushenko, quase imediatamente depois de lê-lo, inicialmente considerando fazer uma composição em apenas um movimento. A descoberta de três outros poemas de Yevtushenko na coletânea Vzmakh ruki (Um Aceno de Mão), encorajou-o a iniciar uma sinfonia coral completa, com "Uma Carreira" como seu movimento final. O musicólogo Francis Maes comenda que Shostakovich complementou o tema do sofrimento judaico de Babi Yar com os versos de Yevtushenko sobre outros abusos soviéticos: "'Na Loja' é um tributo às mulheres que tinham que formar filas por horas para poder comprar os alimentos mais básicos,... 'Medos' evoca o terror sob o regime de Stalin. 'Uma Carreira' é um ataque os burocratas e um tributo à genuína criatividade". O historiador da música Boris Schwarz acrescenta que os poemas, na ordem que Shostakovich os distribuiu, formam um movimento de abertura fortemente dramático, um scherzo, dois movimentos lentos e um final.
Em outros casos, a escolha do texto fez com que o compositor optasse por estruturas sinfônicas diferentes. Havergal Brian permitiu que a forma de sua Quarta Sinfonia, intitulada "Das Siegeslied" (Salmo de Vitória), fosse ditada pela estrutura em três partes, de seu texto, o Salmo 68; a música dos versos 13-18 para soprano solo e orquestra formam um silencioso interlúdio entre os dois movimentos marciais, mais selvagens e altamente cromáticos, para gigantescos coros e orquestras. Da mesma maneira, Szymanowski permitiu que o texto do poeta persa Rumi, do século XIII, ditasse o que o musicólogo americano Jim Samson chamou de um "único movimento tripartido". e uma "estrutura geral em arco" de sua Terceira Sinfonia, chamada de "Canção da Noite".

### Letra expandindo o formato sinfônico

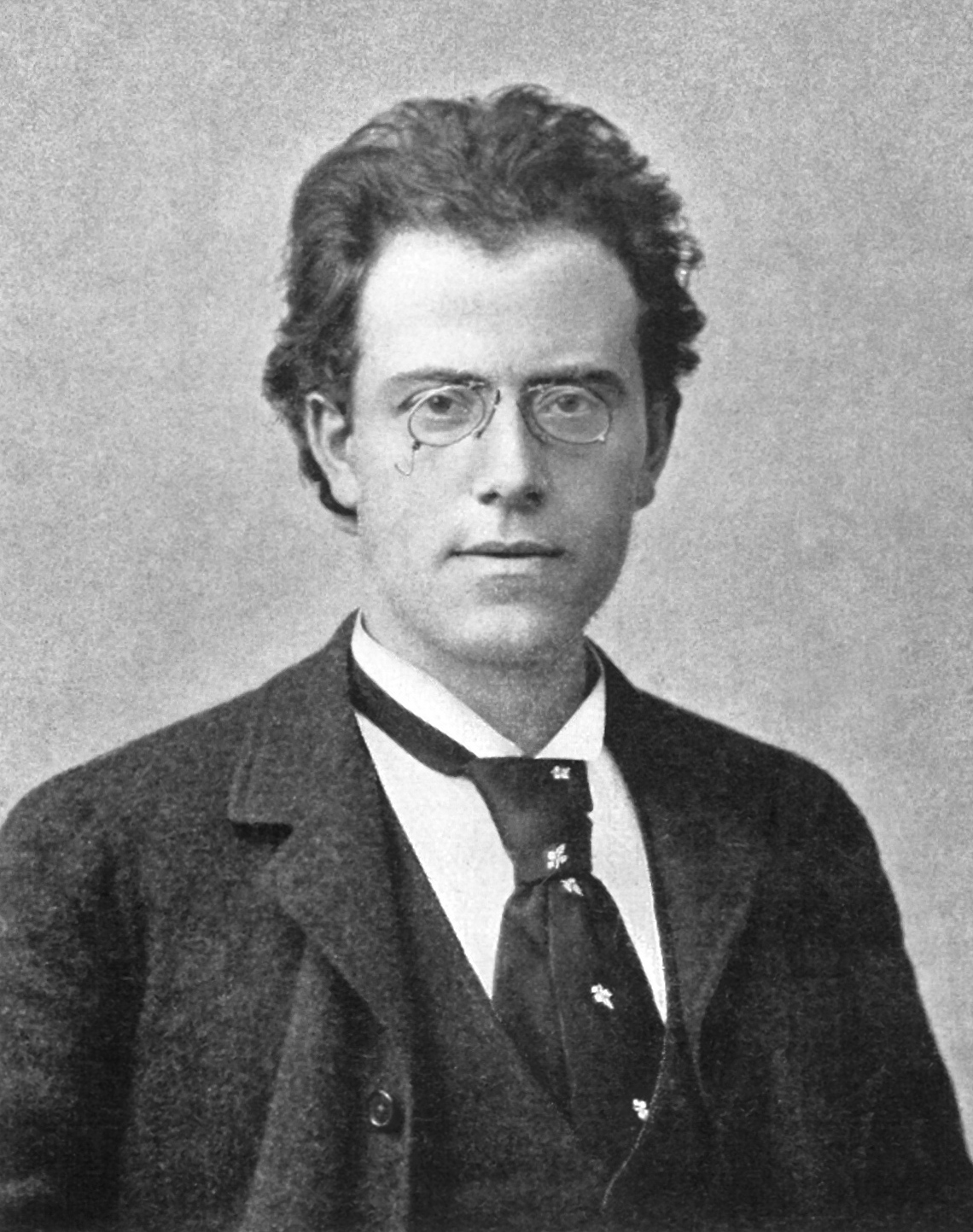
Mahler primeiro expandiu o modelo criado pela Nona de Beethoven, e depois o abandonou.

Um compositor também pode responder a determinado texto expandindo e levando uma sinfonia coral para além dos limites normais do gênero sinfônico. Isto ficou evidente por exemplo nas indicações de palco e orquestrações incomuns que Berlioz preparou para o seu Roméo et Juliette. A peça tem sete movimentos, e requer um intervalo após o quarto deles - o "Scherzo da Rainha Mab" - para que as harpas sejam removidas do palco e para que subam nele o coro de Capuletos para a marcha fúnebre que se segue. O biógrafo de Berlioz D. Kern Holoman observou que "da maneira como Berlioz a via, a obra era meramente beethoveniana em seu desenho, com elementos da narrativa sobrepostos. Seu centro se aproxima de uma sinfonia em cinco movimentos com um final coral e, como na [Symphonie] Fantastique, tanto um scherzo e uma marcha... Os movimentos 'extra' são, assim, a introdução, com seu potpourri de subseções e a cena descritiva da sepultura [no fim da obra]"
Mahler expandiu o modelo de Beethoven por motivos programáticos e sinfônicos, em sua Segunda Sinfonia, a "Ressureição", cujo quarto movimento, "Urlicht", faz uma ponte entre a fé infantil do terceiro movimento com a tensão ideológica que Mahler procura resolver no final. O compositor alemão então abandonou este padrão em sua Terceira Sinfonia, em que dois movimentos para voz e orquestra se seguem a três instrumentos totalmente instrumentais, antes que o final volte novamente a utilizar apenas instrumentos. Como Mahler, Havergal Brian expandiu o modelo beethoveniano, porém em escala muito maior e com muito mais intensidade orquestral e coral, em sua Primeira Sinfonia, "A Gótica", composta entre 1919 e 1927, inspirada pelo Fausto de Goethe e pela arquitetura das catedrais góticas. A Primeira de Brian se divide em duas partes; a primeira consiste de três movimentos instrumentais, e a segunda, também em três movimentos e com mais de uma hora de duração, tem como texto o Te Deum, em latim.

## Sinfonias para coro sem acompanhamento
Alguns poucos compositores fizeram sinfonias para um coro sem acompanhamento, em que o coro executa as funções vocais e instrumentais. Granville Bantock compôs três destas obras — Atalanta in Calydon (1911), Vanity of Vanities (1913) e A Pageant of Human Life (1913). Sua Atalanta, chamada pelo musicólogo Herbert Antcliffe de "a mais importante [das três] tanto em experimentação técnica quanto em inspiração", foi composta para um coro de pelo menos 200 cantores, com a especificação do autor de "'não menos que dez para cada voz'", numa obra que tem 20 partes vocais. Usando estas massas sonoras, Bantock formou grupos "de diferentes pesos e cores para obter algo da paleta variada de tintas e perspectivas [de uma orquestra]". Além disso, o coro geralmente é dividido em três seções, que emulam a divisão dos timbres das madeiras, metais e cordas.
Quase todos os meios possíveis de expressão vocal são empregados, separadamente ou combinados com outros. Ouvir as diferentes partes do coro descrevendo, em palavra e tonalidade, "riso" e "lágrimas" respectiva e simultaneamente, é perceber o quão pouco as possibilidades do canto coral foram assimiladas pelos compositores ou regentes comuns. Tais combinações são extremamente bem-sucedidas quando executadas com sucesso, porém são muito difíceis de serem obtidas.
Roy Harris compôs sua Sinfonia para Vozes em 1935 para um coro a cappella dividido em oito partes. Harris concentrou-se na harmonia, no ritmo e na dinâmica, permitindo que o texto de Walt Whitman guiasse composição para o coro. "Num sentido real, os esforços humanos retratados de maneira tão vívida pela poesia de Whitman encontram uma analogia musical às dificuldades a que os cantores são submetidos", escreveu o crítico John Profitt tanto da dificuldade da música para quem a executa como de seu teor altamente evocativo. Malcolm Williamson compôs sua Sinfonia para Vozes entre 1960 e 1962, musicando textos do poeta australianos James McAuley; para a crítica Lewis Mitchell, a obra não é uma sinfonia no sentido real do termo, mas sim uma obra em quatro movimentos antecedida por uma invocação para contralto solo. O texto é uma combinação de poemas celebrando a natureza australiana e um cristianismo visionário, com versos e ritmos irregulares acompanhados pela música. Segundo Mitchell, "de todas as suas obras para coro, com a possível exceção do Requiem for a Tribe Brother ("Requiem para um Irmão de Tribo"), a Sinfonia é a sua obra mais australiana".

## Intenção programática
Alguns esforços recentes no estilo deram menos atenção à forma sinfônica e mais à intenção programática. Hans Werner Henze compôs em 1997 sua Nona Sinfonia, em sete movimentos, utilizando como base da estrutura da sinfonia o romance The Seventh Cross, de Anna Seghers. O livro narra a fuga de sete fugitivos de um campo de concentração nazista; sete cruzes simbolizam as sete sentenças de morte; o sofrimento do prisioneiro que consegue obter a liberdade torna-se o cerne do texto. A Sétima Sinfonia de Penderecki, que tem o subtítulo de "Sete Portas de Jerusalém" e concebida originalmente como oratório, não apenas foi composta em sete movimentos mas, nas palavras do musicólogo Richard Whitehouse, "é permeada pelo número 'sete', em diferentes níveis". Um amplo sistema de frases compostas por sete notas, aliado ao uso frequente de sete notas repetidas num mesmo tom, une toda a obra, e uma sequência de sete acordes tocados com muita intensidade (fortissimo) a encerram.
A Quinta Sinfonia de Philip Glass, finalizada em 1999 e intitulada "Requiem, Bardo e Nirmanakaya", foi composta em 12 movimentos para se adequar a uma determinada intenção programática. O compositor escreveu: "Meu plano para a sinfonia era representar um amplo espectro das grandes tradições de 'sabedoria' do mundo," sintetizando "um texto vocal que se inicia antes da criação do mundo, passa pela vida terrena e pelo paraíso, e encerra com uma dedicação futura." Segundo Glass, a passagem do milênio ocorrida no início do século XXI seria uma ponte simbólica entre o passado, o presente e o renascimento espiritual.
Mais recentemente, Glass baseou a estrutura filosófica e musical de sua Sétima Sinfonia na trindade sagrada dos wirrarika (também conhecidos como huicholes). Glass escreveu sobre os inícios de cada um dos movimentos da obra e sua relação com a estrutura geral da sinfonia: "'The Corn' ("O Milho") representa uma ligação direta entre a Mãe Terra e o bem-estar dos seres humanos.... 'The Sacred Root' ("A Raiz Sagrada") pode ser encontrada nos altos desertos do norte e do centro do México, e é tida como a porta do mundo para o Espírito. 'The Blue Deer' ("O Cervo Azul") é considerado o detentor do Livro do Conhecimento. Qualquer homem ou mulher que aspire ser uma 'Pessoa de Sabedoria' terá, através de esforço e árduo treinamento, que encontrar o Cervo Azul...."

### Letra alterando a intenção programática
A adição de um texto pode efetivamente alterar a intenção programática de uma composição, como ocorreu com as duas sinfonias corais de Franz Liszt. Tanto a Sinfonia Fausto quanto a Dante foram concebidas como obras puramente instrumentais, e somente mais tarde se tornaram sinfonias corais. No entanto, enquanto o estudioso da obra de Liszt Humphrey Searle assegura que a inclusão posterior de um coro efetivamente resume a Fausto e a torna completa, outro expert no compositor, Reeves Shulstad, sugere que Liszt teria mudado o foco dramático da obra a ponto dela merecer uma interpretação diferente. De acordo com Shulstad, "a versão original de 1854 de Liszt terminava com uma última referência fugaz a Gretchen, e uma ... peroração orquestral em dó maior, baseada no mais majestoso dos temas do movimento de abertura. Pode-se dizer que esta conclusão permanece dentro da persona de Fausto e sua imaginação." Quando Liszt repensou a obra, três anos mais tarde, acrescentou a ela um "Chorus mysticus", o coro masculino que canta as últimas palavras do Fausto de Goethe. O solista tenor, acompanhado pelo coro, canta os dois últimos versos do texto. "Com o acréscimo do texto do 'Chorus Mysticus'", disse Shulstad, "o tema de Gretchen foi transformado, e ela não mais aparece como um Fausto mascarado. Com esta associação direta à cena final do drama, escapamos das imaginações de Fausto, e passamos a ouvir outra voz comentando sobre sua luta e redenção.".

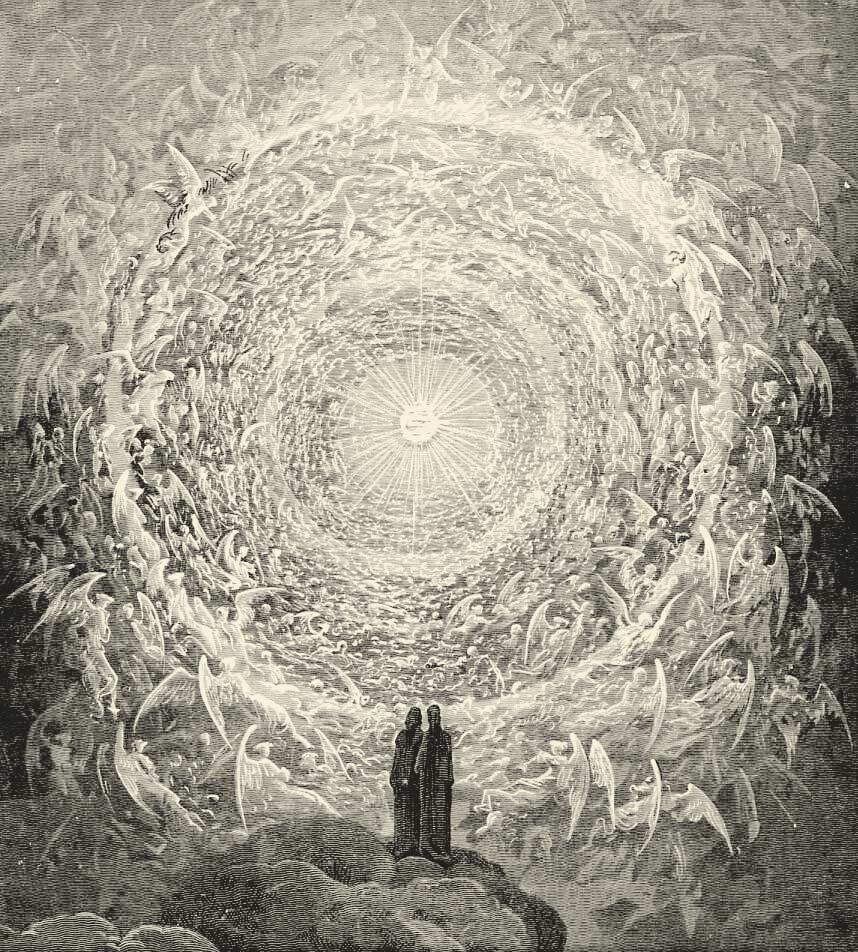
Ilustração de Gustave Doré para o canto 31 do Paradiso, de Dante Alighieri. Dante ouvindo, à distância, a música do Paraíso.

Da mesma maneira, a inclusão feita por Liszt de um final coral à sua Sinfonia Dante mudou tanto a intenção programática quanto estrutural da obra. A intenção de Liszt era seguir a estrutura da Divina Commedia, e compor a Dante em três movimentos - um para cada uma das seções (Inferno, Purgatorio e Paradiso). No entanto Richard Wagner, genro de Liszt, o persuadiu de que nenhum compositor na terra conseguiria exprimir de maneira fiel as alegrias do Paraíso. Liszt então desistiu do terceiro movimento, porém acrescentou um elemento coral, um Magnificat, no fim do segundo. Este ato, segundo Searle, efetivamente destruiu o equilíbrio formal da obra, e deixou o ouvinte, como Dante, olhando para o alto, para as alturas do Céu, ouvindo sua música à distância. Shulstad sugere que o final coral na realidade teria ajudado a completar a trajetória programática da obra.
De maneira semelhante, um texto também pode desencadear o surgimento de uma sinfonia coral, apenas para que esta obra se torne uma obra puramente instrumental quando o foco programático dela se altera. Shostakovich originalmente planejou sua Sinfonia nº 7 como uma sinfonia coral em apenas um movimento, como a sua segunda e terceira sinfonias. Shostakovich alegadamente pretendia utilizar como texto para a sétima o Nono Salmo, que fala sobre o tema da vingança pelo derramamento do sangue de inocentes. Ao fazê-lo, Shostakovich foi influenciado por Stravinsky, cuja Sinfonia dos Salmos lhe havia impressionado consideravelmente, e que ele desejava emular neste trabalho. Enquanto o tema do Nono Salmo expressava a revolta de Shostakovich em relação à opressão de Stalin, uma apresentação pública da obra com o texto teria sido impossível antes da invasão alemã. A agressão de Hitler tornou possível a performance da obra, pelo menos em teoria; a referência a "sangue" poderia, então, ser associada - pelo menos oficialmente - a Hitler. Com Stalin apelando aos sentimentos patrióticos e religiosos dos soviéticos, as autoridades deixaram de reprimir imagens e temas ortodoxos. Ainda assim, Shostakovich eventualmente percebeu que a obra era muito mais abrangente do que esta simbologia, e a expandiu até os atuais quatro movimentos, tornando-a puramente instrumental.